# Campeonato Brasileiro de Showbol de 2012
O Campeonato Brasileiro de Showbol de 2012 foi um campeonato da modalidade esportiva Showbol realizado no mês de maio de 2012.
Se classificam o primeiro time de cada grupo e o melhor segundo colocado para a fase semifinal.

## Grupos

### Grupo A
| Time          | Pts | J | V | E | D | GF | GC |
| ------------- | --- | - | - | - | - | -- | -- |
| Santos        | 7   | 3 | 2 | 1 | 0 | 22 | 16 |
| Corinthians   | 4   | 3 | 1 | 1 | 1 | 22 | 19 |
| Botafogo      | 4   | 3 | 1 | 1 | 1 | 16 | 19 |
| Internacional | 1   | 3 | 0 | 1 | 2 | 18 | 23 |

- Santos 4-4 Botafogo
- Corinthians 6-6 Internacional
- Santos 7-6 Corinthians
- Botafogo 6-5 Internacional
- Internacional 7-11 Santos
- Corinthians 10-6 Botafogo

### Grupo B
| Time             | Pts | J | V | E | D | GF | GC |
| ---------------- | --- | - | - | - | - | -- | -- |
| Vasco da Gama    | 5   | 3 | 1 | 2 | 0 | 30 | 27 |
| Fluminense       | 4   | 3 | 1 | 1 | 1 | 24 | 24 |
| Atlético Mineiro | 3   | 3 | 0 | 3 | 0 | 24 | 24 |
| Palmeiras        | 2   | 3 | 0 | 2 | 1 | 24 | 27 |

- Palmeiras 7-10 Fluminense
- Vasco da Gama 10-10 Atlético Mineiro
- Atlético Mineiro 7-7 Palmeiras
- Vasco da Gama 10-7 Fluminense
- Fluminense 7-7 Atlético Mineiro
- Palmeiras 10-10 Vasco da Gama

### Grupo C
| Time      | Pts | J | V | E | D | GF | GC |
| --------- | --- | - | - | - | - | -- | -- |
| Flamengo  | 9   | 3 | 3 | 0 | 0 | 43 | 30 |
| São Paulo | 6   | 3 | 2 | 0 | 1 | 42 | 35 |
| Grêmio    | 3   | 3 | 1 | 0 | 2 | 34 | 39 |
| Cruzeiro  | 0   | 3 | 0 | 0 | 3 | 29 | 43 |

- São Paulo 15-9 Cruzeiro
- Flamengo 13-9 Grêmio
- Grêmio 13-11 Cruzeiro
- Flamengo 14-12 São Paulo
- São Paulo 15-12 Grêmio
- Cruzeiro 9-16 Flamengo

## Semifinal
- Vasco da Gama 7-8 Santos
- Flamengo 14-6 São Paulo

## Final
- Flamengo 14-7 Santos

| Campeão Brasileiro 2012 Showbol |
| Rio de Janeiro.                 |
| ------------------------------- |
| FLAMENGO (3º Título)            |

## Curiosidades
- Neste ano, o jogador Cadu, do Fluminense, marcou o gol mais rápido dos Campeonatos Brasileiros de Showbol. Na partida contra o Vasco, ele abriu o marcador com 12seg de jogo[1].

## Ligações Externas
Brasileiro de showbol começa em maio com 12 equipes